# Taichi Kawaguchi
Taichi Kawaguchi (jap. 川口 太一, Kawaguchi Taichi; * 27. April 1995 in Nagoya) ist ein japanischer Volleyballspieler.

## Karriere
Kawaguchi begann seine Karriere bei Toyoda Gosei Trefuerza. Mit dem Verein aus Inazawa wurde der Libero 2017 und 2018 japanischer Vizemeister. Außerdem spielte er in der Junioren-Nationalmannschaft, mit der er 2017 an der U23-Weltmeisterschaft teilnahm. In der Saison 2018/19 war er in der finnischen Liga bei Savo Volley Kuopio aktiv. Anschließend wechselte er zum deutschen Bundesligisten TV Rottenburg.